# Вулиці Чигирина
У місті Чигирин нараховується 45 вулиць та провулків.

## В
- Виговського Івана вул - на честь гетьмана України Івана Виговського.
- Вишні Остапа вул. - на честь українського письменника Остапа Вишні.
- Вільного Козацтва вул.

## Г
- Гагаріна вул - на честь першого космонавта світу Юрія Гагаріна.
- Гайдамацька вул - на честь учасників гайдамамацького руху.
- Гетьманська вул.
- Грушевського вул - на честь українського історика, письменника, літературознавця , голови Української Центральної ради , академіка Михайла Грушевського.

## Д
- Дорошенка Петра вул - на честь гетьмана України Петра Дорошенка.

## Е
- Енергетиків вул.

## З
- Залізняка Максима вул - на честь гайдамамацького ватажка Максима Залізняка.
- Замкова вул.
- Заозерна вул.

## К
- Ірклійська вул.
- Каменоломна вул.
- Князя Дмитра Вишневецького вул - на честь гетьмана України, старости черкаського Дмитра Вишневецького ( Байди).
- Козацька вул - на честь українських козаків.
- Короленка вул - на честь російського письменника Володимира Короленка.

## М
- Миру вул.
- Міліонна вул.

## Н
- Найди Олександра вул.
- Нова вул.

## О
- Орленко Марії пров.

## П
- Павла Антоненка - на честь захисника України Павла Антоненка
- Павла Тетері вул. - на честь українського гетьмана Павла Тетері.
- Піщана вул.
- Піщаний пров.
- Привокзальна вул.
- Пушкіна вул - на честь російського поета Олександра Пушкіна.

## С
- Садова вул - на честь терміна "сад".
- Садовий пров. - на честь терміна "сад".
- Сікорського Михайла вул.
- Суботівський шлях вул.

## Т
- Тимошівський пров. - на честь козацького отамана, старшого сина Богдана Хмельницького Тиміша Хмельницького.
- Торгова вул.
- Тукальського Йосипа вул.
- Тясминська вул. - на честь річки Тясмин.

## Ф
- Фортечний пров.
- Фундукліївська вул.

## Х
- Херсонська вул. - на честь міста Херсон.
- Хмельницького Богдана вул. - на честь гетьмана України Богдана Хмельницького, резиденція якого знаходилася у Чигирині.

## Ч
- Черкаська вул. - на честь міста Черкаси.
- Чигиринський пров. - на честь міста Чигирин.

## Ш
- Шевченка вул. - на честь великого українського поета, художника та драматурга Тараса Шевченка.